# Tobias Moretti
Tobias Moretti, geboren als Tobias Bloéb (Gries am Brenner, 11 juli 1959), is een Oostenrijkse acteur die vooral bekend is door zijn rol als Richard Moser in de krimiserie Kommissar Rex.
Zijn geboortenaam is Tobias Bloéb, Moretti is de geboortenaam van zijn moeder.

## Filmografie
- Der Fluch (1988) - als Bergwacht
- Der Rausschmeißer (1990) - als Harry
- Workaholic (1996) - als Max Krüger
- Ein Herz Wird Wieder Jung (1997) - als Dr. Paul Degenhardt
- Das Ewige Lied (1997) - als Joseph Mohr
- Krambambuli (1998) - als Wolf Pachler
- Clarissa (1998) - als Gottfried
- Alphamann: Amok (1999) - als Martin Buchmüller
- Cristallo di Rocca (1999) - als Joseph
- Deine Besten Jahre (1999) - als Manfred Minke
- Giuseppe di Nazareth (2000) - als Jozef van Nazareth
- All around the Town (2002) - als Billy Hawkins (Bic)
- Ein Hund Kam in die Küche (2002) - als Stefan Schuster
- Andreas Hofer 1809 - Die Freiheit des Adlers (2002) - als Andreas Hofer
- Schwabenkinder (2003) - als Medewerker
- Die Rückkehr des Tanzlehrers (2004) - als Insp. Stefan Lindman
- Käthchens Traum (2004) - als Wetter vom Strahl
- Der Liebeswunsch (2006) - als Leonhard
- Midsummer Madness (2007) - als Peteris
- Der Kronzeuge (2007) - als Achim Weber
- Das Jüngste Gericht (2008) - als Inspecteur Thomas Dorn
- Flores Negras (2009) - als Michael Roddick
- Io, Don Giovanni (2009) - als Giacomo Casanova
- Amigo - Bei Ankunft Tod (2010) - als Amigo Steiger
- Jud Süss - Film ohne Gewissen (2010) - als Ferdinand Marian
- Bauernopfer (2011) - als Andi Gruber
- Eine Frau Verschwindet (2012) - als Josef Pieters
- Mobbing (2012) - als Jo Rühler
- Das Wochenende (2012) - als Ulrich Lansky
- Die Geisterfahrer (2012) - als Freddy Kowalski
- Yoko (2012) als Thor von Sneider
- Alles Fleisch Ist Gras (2014) - als Nathan Weiss
- Das Zeugenhaus (2014) - als Rudolf Diels
- Das Finstere Tal (2014) - als Hans Brenner
- Der Vampir auf der Couch (2014) - als Graaf Geza von Közsnöm
- Hirngespinster (2014) - als Hans Dallinger
- Im Namen Meines Sohnes (2015) - als Claus Jansen
- Luis Trenker - Der Schmale Grat der Wahrheit (2015) - als Luis Trenker
- Brothers of the Wind (2015) - als Keller
- Die Hölle (2017) - als Christian Steiner
- Dreigroschenfilm (2018) - als Macheath
- Deutschstunde (2019) - als Max Ludwig Nansen
- Baumbacher Syndrome - als Max Baumbacher
- Louis van Beethoven (2020) als Ludwig van Beethoven
- Das Haus (2021) - als Johann Hellström
- Der Gejagte - im Netz der Camorra (2022) - als Matteo Decanin

### Televisieseries
- Kommissar Rex (1994-1998) - als Rechercheur Richard Moser
- Julius Caesar (2002) - als Caius Cassius (miniserie)
- Speer und Er (2005) - als Adolf Hitler (miniserie)
- Die Schatzinsel (2007) - als Long John Silver (miniserie)

- Bibliothèque nationale de France: cb14635794p (data)
- Gemeinsame Normdatei: 123407648
- International Standard Name Identifier: 0000 0000 6310 3446
- Library of Congress Control Number: no2006126717
- Nationale Bibliotheek van Letland: 000347984
- MusicBrainz: bd9c6268-fdff-4783-8fb1-5a8e31e6b247
- Nationale Bibliotheek van Tsjechië: xx0178981
- Nationale Bibliotheek van Israël: 987007339760305171
- Nationale Bibliotheek van Polen: a0000002210096
- Nederlandse Thesaurus van Auteursnamen: 35209415X
- Système universitaire de documentation: 088787788
- Virtual International Authority File: 51946670
- WorldCat: E39PBJgmJhkVKVgxPF79TpkCcP